# Río Tigre (Pastaza)
Río Tigre ist eine Parroquia rural („ländliches Kirchspiel“) im Kanton Pastaza der ecuadorianischen Provinz Pastaza. Die Parroquia besitzt eine Fläche von 5.671,6 km². Die Einwohnerzahl lag im Jahr 2010 bei 656. Die Parroquia wurde am 5. Januar 1920 gegründet. Die Parroquia trägt den Namen des Flusses Río Tigre, ein Nebenfluss des Río Marañón. Sitz der Verwaltung ist Suraka am Río Conambo im Westen der Parroquia 170 km ostsüdöstlich der Provinzhauptstadt Puyo gelegen. Es gibt Forderungen, den Verwaltungssitz nach Lorocachi zu verlegen. Lorocachi liegt am Río Curaray an der Nordgrenze. Beide Orte verfügen über einen Flugplatz und weitere Infrastruktur.

## Lage
Die Parroquia Río Tigre liegt im Amazonastiefland. Der Río Curaray fließt entlang der nördlichen Verwaltungsgrenze nach Osten. Die Quellflüsse des Río Tigre, Río Conambo und Río Pintoyacu, entwässern den südlichen und zentralen Teil der Parroquia in östlicher Richtung.
Die Parroquia Río Tigre grenzt im Norden an die Parroquia Curaray (Kanton Arajuno), im Südosten an Peru, im Südwesten an die Parroquia Río Corrientes sowie im Westen an die Parroquia Montalvo.

## Siedlungen
Im Folgenden eine Liste der Kommunen („Comunidades“). Am Río Conambo gelegen: Tekerika Suraka, Shiona, Kanay, Nuevo Amazonas und Garzayacu; am Río Pintoyacu gelegen: Yanayacu, Wirima, Balzaura, Lupuna und Pumayacu; am Río Curaray gelegen: Lorocachi, Sisa, Pavacachi, Nina Amarun, Victoria, Jatun Playa und Valle Hermoso. Mehrere Siedlungen verfügen über eine Landebahn. Es gibt nur wenige Straßenverbindungen in dem Gebiet.